# (4172) Rochefort
(4172) Rochefort ist ein Hauptgürtelasteroid, der am 20. März 1982 von Henri Debehogne am La-Silla-Observatorium entdeckt wurde.
Der Asteroid wurde nach der belgischen Gemeinde Rochefort benannt.